# Scott, Quận Columbia, Wisconsin
Scott là một thị trấn thuộc quận Columbia, tiểu bang Wisconsin, Hoa Kỳ. Năm 2010, dân số của thị trấn này là 882 người.